# (10479) Yiqunchen
(10479) Yiqunchen (1982 HJ) – planetoida z pasa głównego asteroid okrążająca Słońce w ciągu 3,39 lat w średniej odległości 2,26 j.a. Została odkryta 18 kwietnia 1982 roku.